# Philippe le Tétrarque
Pour les articles homonymes, voir Hérode Philippe et Hérode.
Cet article traite de Philippe, tétrarque de la Batanée, la Trachonitide et l’Auranitide et de Panias, premier mari de Salomé. Pour un hypothétique Hérode Philippe, mari d'Hérodiade, voir Hérode Boëthos.
Philippe le Tétrarque, ou Hérode Philippe II, ou simplement Philippe, est le fils d'Hérode le Grand et de Cléopâtre de Jérusalem.
Il règne avec le titre de tétrarque, de 4 av. J.-C. à 34 ap. J.-C. sur les districts du nord (Transjordanie). Selon Flavius Josèphe, il était tétrarque de Batanée, de Gaulanitide, de Trachonitide, de l'Auranitide et des parties du domaine de Zénodore dans la région de Panias.
La capitale de ces territoires est appelée Césarée de Philippe, chez Flavius Josèphe comme dans les Évangiles, pour ne pas la confondre avec Césarée maritime. Elle est aussi appelée Panéas ou Banéas chez les auteurs antiques, un nom que la ville actuelle porte toujours.
Il épouse sa nièce Salomé, fille d'Hérodiade et Hérode fils d'Hérode. Il est parfois confondu avec le Hérode, fils d'Hérode, et mari d'Hérodiade, que l'évangile selon Marc et l'évangile selon Matthieu appellent Philippe.

## Biographie

### Origine
Philippe le Tétrarque est le fils d'Hérode le Grand avec sa cinquième femme Cléopâtre de Jérusalem. Le fait que sa mère soit née à Jérusalem ne veut pas dire qu'elle était juive. Elle paraît plutôt issue d'une famille phénicienne ou ituréenne hellénisée, comme l'indiquerait son nom,. Flavius Josèphe indique qu'il a été élevé à Rome, comme plusieurs autres fils d'Hérode. Philippe aurait donc hérité de territoires en lien avec les origines de Cléopâtre.

### L'héritage d'Hérode
À la mort d'Hérode Ier le Grand, le territoire de son royaume est partagé par Auguste entre trois des fils d'Hérode Hérode Antipas, Hérode Archélaüs, Philippe, ainsi que sa sœur Salomé. Philippe obtient « la Batanée, avec la Trachonitide et l’Auranitide, une partie de ce qu’on appela le domaine de Zénodore, ». Pour l'essentiel, Auguste a respecté le nouveau testament d'Hérode rédigé à peine cinq jours avant sa mort, après l'exécution d'Antipater, l'héritier qu'il avait désigné. Contrairement à ce qu'il prescrivait, Archélaüs n'obtient toutefois pas le titre de roi.
Le domaine de Philippe a pour capitale Césarée de Philippe, appelée ainsi chez Flavius Josèphe comme dans les Évangiles, pour ne pas la confondre avec Césarée maritime. Elle se situe au pied du mont Hermon, à la limite nord du Golan. Elle s'appelait Panéas ou Banéas. Philippe la renomme Césarée, pour en faire sa capitale. Il refonde aussi Bethsaïde, au nord du lac de Tibériade, sous le nom de Julias en l'honneur de la fille d'Auguste.

### La tétrarchie de Philippe
Les territoires sur lesquels Philippe a exercé son autorité sont peuplés de façon composite. Les Juifs y semblent minoritaires à part en quelques endroits : 
- La Gaulanitide avec notamment la ville fortifiée de Gamala d'où Juda le Galiléen était originaire[10] ;
- La région frontière avec le nord de la Galilée dont la ville principale est Bethsaïde (nommée Julias par Philippe, pour complaire à l'empereur)[10] ;
- La Batanée qui a été confiée à des Juifs par Hérode le Grand vers 9 - 6 av. J.-C.[11], après qu'il eut tué un important prince arabe lors d'une de ces incursions en Nabathée, ce qui avait rendu furieux l'empereur Auguste. Les habitants de cette colonie militaire juive sont appelés « les Babyloniens » par Flavius Josèphe[10].

Pour Mary Smallwood, « les sujets de Philippe étaient en grande partie des gentils qui devaient l'accepter à cause de ses mérites ».
À la différence de son demi-frère Hérode Antipas, Philippe n'a pas hésité à faire frapper des monnaies avec des représentations faciales — buste d'Auguste et buste de Julie —, violant ainsi la Torah. Pour Christian-Georges Schwentzel, cela pourrait refléter le fait que ses territoires sont des « régions mixtes où se côtoient Juifs, Nabatéens, Ituréens et citoyens des cités grecques ».

### Règne et mort
Le pays semble avoir été apaisé après l'installation des Juifs « Babyloniens » de Batanée. Le « caractère modéré et pacifique » de Philippe semble avoir maintenu la paix et l'harmonie dans ses territoires et il n'y a aucun indice qu'il ait eu à faire face à une recrudescence de désordres internes ou de violences. 

« Il passait toute l'année dans les terres qui lui appartenaient. Dans ses voyages il n'avait pour compagnons que quelques hommes choisis. Le trône sur lequel il siégeait pour rendre la justice le suivait dans ses déplacements; s'il rencontrait quelqu'un dans la nécessité de lui demander secours, il faisait sur le champ dresser son trône là ou il se trouvait et, s'asseyant dessus, donnait audience, châtiait les coupables et acquittait ceux qui étaient accusés injustement. Il mourut à Julias (Bethsaïde) et, après des obsèques somptueuses, fut enseveli dans la sépulture qu'il s'était fait construire à l'avance. Comme il était mort sans enfants, Tibère hérita de ses possessions et les annexa à la province de Syrie, mais en ordonnant que les impôts levés dans sa tétrarchie y fussent affectés. »

Philippe meurt à Julas en 34, il se fait enterrer dans un somptueux tombeau. La date de la mort de Philippe le tétrarque est assez bien établie. Outre la mention de Flavius Josèphe qui la situe en 34, une monnaie frappée par Philippe en 33 (la 37e année de son règne), montre qu'il n'est pas mort avant cette date.
Il n'a pas d'héritier. « Il s'était marié à sa jeune nièce Salomé fille d'Hérode, fils d'Hérode le Grand et de Mariamne II ». Selon Christian-Georges Schwentzel, son épouse était peut-être trop jeune pour avoir d'enfant. D'après lui, Salomé ne devait guère être âgée de plus de onze ou douze ans, à la mort de son premier époux. Toutefois pour Étienne Trocmé, Salomé pourrait avoir vingt ans au moment de l'exécution de Jean le Baptiste.

## Crise de succession après la mort de Philippe

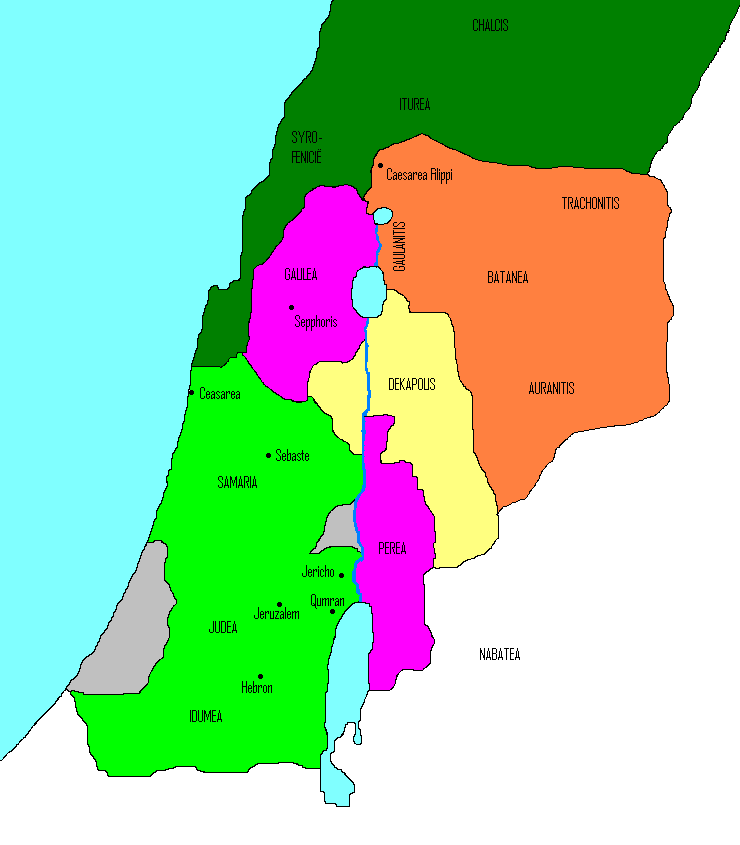
Le partage du royaume d'Hérode Ier le Grand:
Territoires sous l'autorité d'Hérode Antipas.
Territoires sous l'autorité de Philippe le Tétrarque.
Salomé Ire (villes de Javneh, Azotas, Phaesalis).
Territoires sous l'autorité d'Hérode Archélaos, puis à partir de l'an 6, province romaine de Judée.
Province romaine de Syrie.
Citées autonomes (Decapolis).

Sa mort en 34 ouvre une crise de succession, qui déclenchera une guerre (été ou automne 36) entre son frère Hérode Antipas et Arétas IV, le roi des Nabatéens (cap. Pétra). Jean le Baptiste sera une des victimes de la guerre d'influence que se livrent alors les différents prétendants au pouvoir sur ces territoires. En effet, celui-ci semble fermement opposé à ce que ces territoires reviennent à Hérode Antipas et dispose clairement d'un poids politique dans tout ou partie de la tétrarchie de Philippe. Il avait d'ailleurs commencé à rassembler ses partisans. Ainsi, selon Flavius Josèphe:
« Des gens s'étaient rassemblés autour de lui, car ils étaient très exaltés en l'entendant parler. Hérode (Antipas) craignait qu'une telle faculté de persuader ne suscitât une révolte, la foule semblant prête à suivre en tout, les conseils de cet homme. Il aima donc mieux s'emparer de lui avant que quelque trouble se fût produit à son sujet, que d'avoir à se repentir plus tard, si un mouvement avait lieu, de s'être exposé à des périls. »
Comme toujours, cette opposition était assise sur des arguments religieux, particulièrement efficaces pour rassembler les Juifs à cette époque dans cette région. Les Évangiles retiennent un de ces arguments qui rendaient les gens « très exaltés en l'entendant parler ». Il disait à Hérode Antipas : « Il ne t'est pas permis d'avoir la femme de ton frère ». En effet, pour mieux asseoir sa prétention à la succession de son frère, Antipas voulait épouser Hérodiade, descendante des Hasmonéens, mais aussi la femme d'Hérode fils de Hérode Ier le Grand et de Mariamne II et par conséquent demi-frère, encore en vie, d'Antipas.
Philippe le Tétrarque est donc le premier mari de cette Salomé qui, selon les Évangiles, séduit Hérode Antipas en dansant, et demande comme récompense la tête de Jean Baptiste pour faire plaisir à sa mère Hérodiade,. Cet épisode, que les Évangiles placent avant la Passion, est inconnu de Flavius Josèphe.
Selon Flavius Josèphe, dans l'affrontement qui l'oppose à Arétas IV, l'armée d'Hérode Antipas est « taillée en pièces à cause de la trahison de transfuges qui, tout en appartenant à la tétrarchie de Philippe, étaient au service d'Hérode (Antipas) ». Cette trahison est intervenue « en juste vengeance de Jean surnommé Baptiste (Jean Baptiste) » qui venait d'être exécuté par Hérode Antipas.
Le peuple voit dans la défaite des armées d’Antipas contre Arétas IV un châtiment divin sanctionnant le meurtre du Baptiste.

## Confusion avec le premier mari d'Hérodiade
De nombreux auteurs rapportant la Tradition chrétienne ou influencés par elle, indiquent que le premier mari d'Hérodiade serait Philippe, le tétrarque de trachonitide mort en 34, sujet de cet article. Cette affirmation semble soutenue par les mentions des évangiles selon Marc et Matthieu qui indiquent qu'Hérodiade est « la femme de Philippe ». Toutefois lorsqu'on étudie Flavius Josèphe, il est clair que celui qui se marie avec Hérodiade est un fils qu'Hérode le Grand a eu avec Mariamne (II), la fille du Grand prêtre, c'est-à-dire la fille de Simon Boëthos. Cet « Hérode, fils d'Hérode », qui n'est jamais appelé Hérode Philippe chez Flavius Josèphe, a été complètement déshérité par Hérode le Grand, peu de temps avant de mourir,,,. Chez Flavius Josèphe, le fils d'Hérode le Grand qui devient tétrarque de Batanée et de Trachonitide et qui se prénomme en effet Philippe, a pour mère la cinquième épouse d'Hérode: Cléopâtre de Jérusalem et pas Mariamne II. Il a pour épouse Salomé, la fille d'Hérodiade et non pas sa mère,. De ce mariage aucun enfant ne naîtra, ce qui est cohérent avec la mention de Flavius Josèphe selon laquelle Philippe le Tétrarque est « mort sans enfant ». Pour Nikkos Kokkinos « l'obstination de nombreux théologiens, à se référer à Hérode II comme « Hérode Philippe » est sans valeur ». 
Toutefois, contrairement à ce qui est parfois écrit, les évangiles ne contiennent pas cette confusion, celle-ci pourrait-être intervenue lors d'interprétations ultérieures. En effet, l'évangile selon Luc qui est le seul qui parle du tétrarque Philippe, dit que Philippe, le frère d'Antipas — et pas Hérode Philippe — était « tétrarque d'Iturée et de Trachonitide ». Il appelle « Hérode », le « tétrarque de Galilée », c'est-à-dire Hérode Antipas. Il ne comporte pas la mention selon laquelle Hérodiade est « la femme de Philippe », alors que les évangiles selon Marc et selon Matthieu qui contiennent cette mention, ne contiennent aucune référence au tétrarque Philippe.
Il n'existe aucune preuve contemporaine que Philippe le Tétrarque ait utilisé le nom « Hérode Philippe » comme un titre dynastique, comme cela s'est produit avec ses frères Hérode Antipas et Hérode Archélaos. Toutefois son nom de naissance était Philippe ben Hérode. Nikkos Kokkinos affirme même : « Aucun illusoire Hérode Philippe n'a jamais existé ». L'étude du monnayage de Philippe confirme qu'il n'a pas utilisé le nom d'Hérode. L'usage de celui-ci pouvait être un privilège accordé — peut-être successivement — par l'empereur à Hérode Archélaos, puis à partir de sa destitution en 5/6 à Hérode Antipas. Ce nom pouvait faire fonction de titre dynastique, une maigre consolation pour ne pas avoir été reconnu comme « roi » par l'empereur.
Le Cambridge Ancient History Vol.10 dit que Philippe le tétrarque, « contrairement à ses frères, n'a pas utilisé Hérode comme un nom dynastique » et se réfère toujours à lui comme Philippe, ou Philippe le tétrarque. Le précédent Cambridge Ancient History avait déjà indiqué que les demi-frères de Philippe, Archélaos et Antipas avaient « vraisemblablement » adopté le nom d'Hérode, comme référence dynastique à Hérode le Grand et probablement comme revendication implicite de son titre de roi.
Selon Nikkos Kokkinos :
- « Hérode Philippe Ier » est mieux identifié par le nom « Hérode II » ou « Hérode, fils d'Hérode ».
- « Hérode Philippe II » est mieux identifié sous le nom de « Philippe le Tétrarque »[29].

C'est un exemple de la grande difficulté que rencontrent les historiens pour établir quelles sont les relations de différents titulaires du même nom dans la même région ou dans la même famille — en particulier dans la dynastie hérodienne — mais la même difficulté se présente pour bon nombre d'autres dynasties, en particulier lorsque peu de sources existent.

## Selon la version slavone de la Guerre des Juifs
La Guerre des Juifs en langue slavonne (Vieux-slave) diffère beaucoup de celle des manuscrits grecs existants. Le slavon est la langue liturgique des Slaves orthodoxes, cette version est connue par plusieurs manuscrits datant du XVe siècle jusqu'au XVIIIe siècle. Il ne s'agit pas d'une traduction du texte grec, car ce « Josèphe slavon » est amputé de nombreuses narrations, mais contient aussi vingt-deux passages qui sont absents de la version grecque. S'il y a eu débat sur l'antiquité de la source originale, il paraît désormais douteux que cette version slavonne remonte à l'Antiquité et la plupart des chercheurs estiment que les additions slavones datent du Moyen Âge : « l'ouvrage a été adapté par son traducteur médiéval afin de combler ce qui devait passer pour des lacunes aux yeux du lecteur chrétien ; (...) les huit principaux ajouts slavons concernent Jean Baptiste, Jésus et les origines du christianisme ». Cette traduction-adaptation date probablement du XIIe siècle.
Concernant Philippe, cette version contient ce passage qui est probablement un ajout fait à partir d'une source chrétienne inconnue. Il est toutefois intéressant pour voir quel était l'état des traditions chrétiennes au sujet de Philippe à l'époque de la composition de cette version, ainsi que celles concernant Jean le Baptiste qui dans ce texte est clairement l'homme anonyme « représenté [...] marchant vêtu de poils de bêtes et purifiant le peuple dans les eaux du Jourdain » :

« Philippe, étant dans sa province, vit en songe un aigle qui lui arrachait les deux yeux. Il rassembla tous ses sages. Comme tous expliquaient le songe différemment, cet homme que nous avons représenté plus haut marchant vêtu de poils de bêtes et purifiant le peuple dans les eaux du Jourdain vint le trouver subitement, sans être appelé, et dit : « Entends la  parole du Seigneur. Ce songe que tu as vu, l’aigle, c’est ton amour du lucre, car cet oiseau est violent et rapace ; et ce péché te ravira tes yeux, qui sont ta province et ta femme. » Il  parla ainsi, et avant le soir Philippe trépassa. Puis sa province fut donnée à Agrippa.  Et sa femme Hérodiade fut épousée par Hérode (Antipas), son frère. À cause d’elle, tous les docteurs de la Loi avaient horreur de lui, mais ils n’osaient pas l’accuser en face. Seul cet homme qu’ils appelaient sauvage vint le trouver avec fureur et dit : « Puisque tu as épousé la femme de ton frère qui méprisait la Loi, de même que ton frère est mort d’une mort impitoyable, ainsi tu seras frappé par la faux céleste. Car la divine providence ne le  souffrira pas en silence, mais elle te fera périr de chagrins cuisants en d’autres contrées, parce que ce n’est pas une progéniture que tu veux procurer à ton frère, c’est un désir charnel que tu satisfais et tu commets un adultère, puisqu’il y a quatre enfants de lui. »  Hérode, à ces mots, entra dans une grande colère, et ordonna de le battre et de le chasser. Mais lui ne cessa pas. Partout où il trouvait Hérode, il l’accusait, jusqu’à ce qu’il en eût assez, et il lui fit trancher la tête. »

Le texte reprend la confusion qui fait d'Hérodiade la femme de Philippe le Tétrarque, alors qu'il était marié à Salomé. On ignore si l'indication qui parle de quatre enfants s'applique à l'autre Philippe — qui s’appellerait alors Hérode Philippe, comme il existait Hérode Antipas ou Hérode Archélaos —, car Flavius Josèphe ne donne aucune indication de ce type sur celui qu'il appelle Hérode.